# LGV Sud Europe Atlantique
46°05′23″ пн. ш. 0°07′30″ сх. д. / 46.0896° пн. ш. 0.125° сх. д.

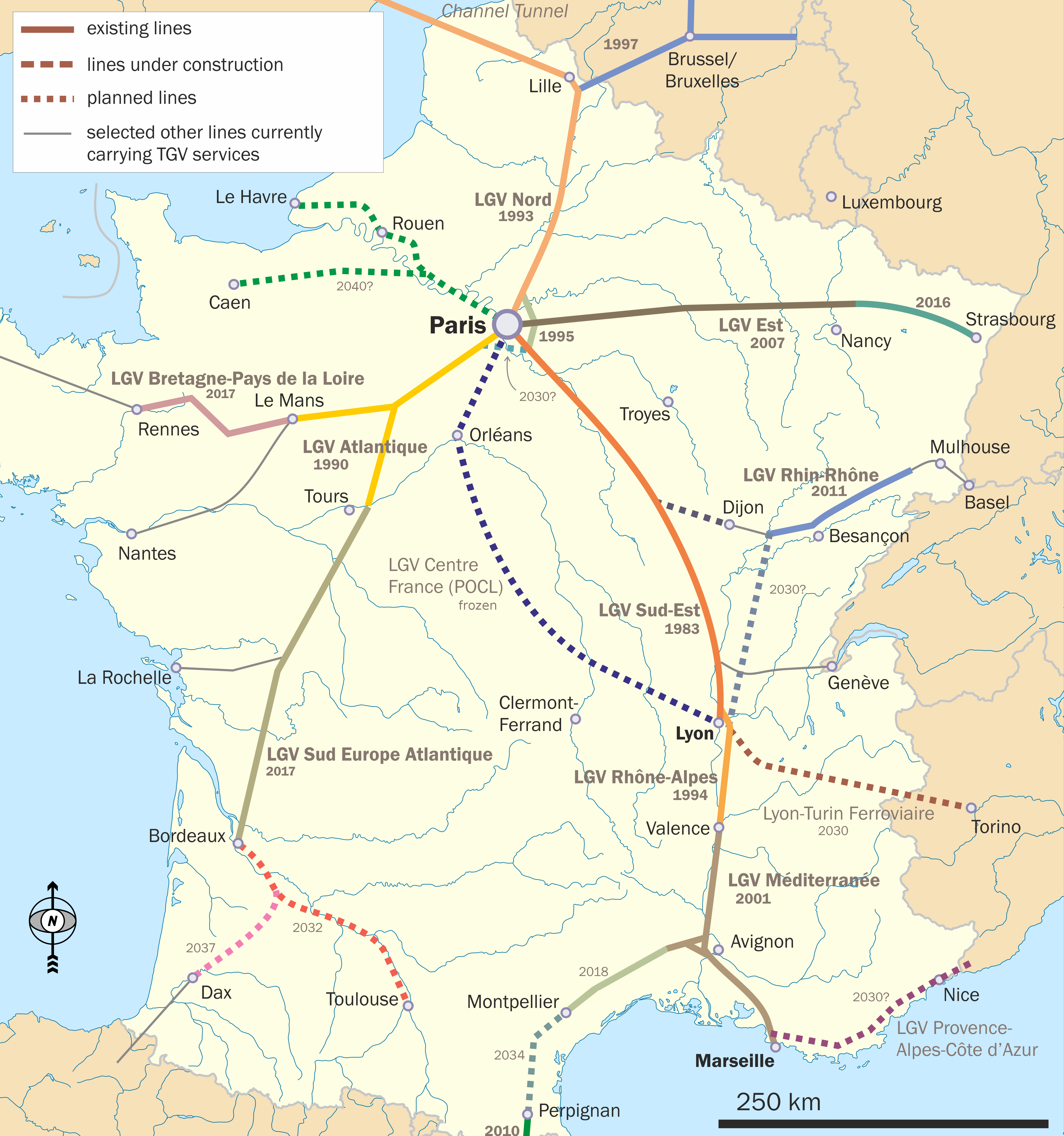
LGV Sud Europe Atlantique позначено охровим

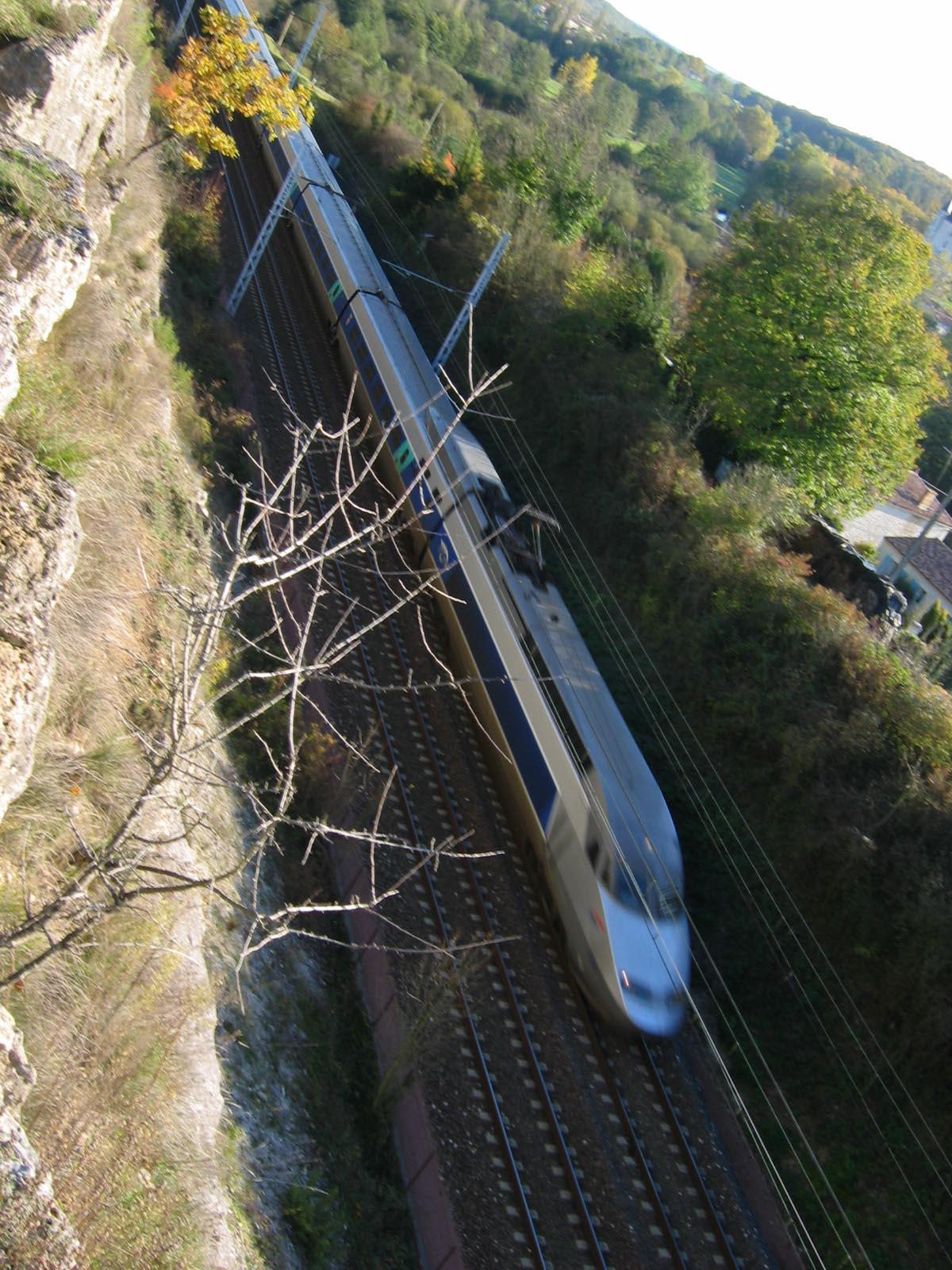
TGV Réseau

LGV Sud Europe Atlantique (LGV SEA), також відома як LGV Sud-Ouest або LGV L'Océane — швидкісна залізниця між Туром та Бордо у Франції. Використовується поїздами TGV, що експлуатується SNCF, французькою національною залізничною компанією. Є продовження LGV Atlantique. Лінію було відкрито 28 лютого 2017 року та введено в експлуатацію 2 липня 2017 року. Лінію було побудовано консорціумом LISAE, який буде відповідати за експлуатацію та обслуговування лінії до 2061 року
Його довжина складає 302 кілометри, плюс 38 кілометрів сполучних ліній до станцій Пуатьє та Ангулем.
Залізниця прямує переважно паралельно старій, зараз перевантаженій залізничній лінії. Передбачена швидкість потягів на LGV Sud Europe Atlantique - 320 км/год.
З введенням в експлуатацію, відстань між Парижем та Бордо скоротилася до 537,14 км. Найшвидший TGV у дорозі 2 годин та 4 хвилини, а крейсерська швидкість - 259,9 км/год

## Мета
LGV SEA пропонує високошвидкісне залізничне сполучення, що з'єднує регіони Нова Аквітанія та Окситанія з високошвидкісним залізничним транспортом Північної Європи, який з'єднує Париж з Лондоном , Брюсселем , Амстердамом тощо.  Також вдосконалено міжміське сполучення між Тур, Пуатьє, Ангулем та Бордо, а південно-західна Франція буде краще зв'язана з різними частинами країни та рештою Європи.
Цей маршрут доповнить і частково замінить класичну залізницю Париж-Бордо.

## Фінансування
Лінія була побудована будівельною компанією Vinci. До консорціуму входять, серед іншого, банк Caisse des Dépôts та страхова група Axa. Половина запланованої вартості будівництва 7,2 млрд. євро надана центральним урядом та місцевими органами влади як субсидія, інша частина - Вінчі.

## Інфраструктура
Лінію електрифіковано змінною напругою 25 кВ 50 Гц. Сигналізація - TVM 430 та ETCS Level 2; вона буде вироблення Ansaldo STS. Всього буде інвестовано 60 мільйонів євро, з яких 47 мільйонів будуть витрачені на TVM 430 та 13 мільйонів на ETCS Level 2

## Рухомий склад
Як рухомий склад, має використовуватись 40 потягів TGV Duplex виробництва Alstom, які повинні бути доставлені до кінця 2019 року. Вони поступово замінять попередні потяги TGV Atlantique . Ціна одиниці - 30 мільйонів євро

## Розбудова
До 2020 року з Бордо має бути споруджено дві швидкісні лінії: LGV Bordeaux-Espagne до кордону Іспанії, Ірун та LGV Bordeaux-Toulouse. Час вдорозі з Парижа до Тулузи буде трохи більше трьох годин, на початок 2010-х - п'ять годин.